# Julian Knowle
Julian Knowle (Lauterach, Àustria, 29 d'abril de 1974) és un extennista professional austríac que ha destacat en la modalitat de dobles, especialitat en la qual va conquerir l'US Open el 2007 i va abastar la final de Wimbledon el 2004. És un dels pocs tennistes que realitza el drive, el revés i fins i tot les volees a dues mans.

## Torneigs de Grand Slam

### Dobles masculins: 2 (1−1)
| Resultat  | Núm. | Any  | Torneig   | Parella        | Oponents                       | Marcador           |
| --------- | ---- | ---- | --------- | -------------- | ------------------------------ | ------------------ |
| Finalista | 1.   | 2004 | Wimbledon | Nenad Zimonjić | Jonas Björkman Todd Woodbridge | 1−6, 4−6, 6−4, 4−6 |
| Guanyador | 1.   | 2007 | US Open   | Simon Aspelin  | Lukáš Dlouhý Pavel Vízner      | 7−5, 6−4           |

### Dobles mixts: 1 (0−1)
| Resultat  | Núm. | Any  | Torneig       | Parella           | Oponents                          | Marcador            |
| --------- | ---- | ---- | ------------- | ----------------- | --------------------------------- | ------------------- |
| Finalista | 1.   | 2010 | Roland Garros | Iaroslava Xvédova | Katarina Srebotnik Nenad Zimonjić | 6−4, 6−7(5), [9−11] |

## Palmarès

### Dobles masculins: 44 (19−25)
| Llegenda (pre/post 2009)                                 |
| -------------------------------------------------------- |
| Grand Slams (1−1)                                        |
| Tennis Masters Cup / ATP Finals (0−1)                    |
| ATP Masters Series / ATP World Tour Masters 1000 (0−0)   |
| ATP International Series Gold / ATP World Tour 500 (1−3) |
| ATP International Series / ATP World Tour 250 (16−20)    |

| Títols per superfície |
| --------------------- |
| Dura (7−16)           |
| Gespa (2−2)           |
| Terra batuda (8−6)    |
| Moqueta (2−1)         |

| Resultat  | Núm. | Data                   | Torneig                          | Superfície   | Parella            | Oponents                               | Marcador             |
| --------- | ---- | ---------------------- | -------------------------------- | ------------ | ------------------ | -------------------------------------- | -------------------- |
| Guanyador | 1.   | 17 de febrer de 2002   | Copenhaguen, Dinamarca           | Dura         | Michael Kohlmann   | Jiří Novák Radek Štěpánek              | 7−6(8), 7−5          |
| Finalista | 1.   | 5 de maig de 2002      | Mallorca, Espanya                | Terra batuda | Michael Kohlmann   | Mahesh Bhupathi Leander Paes           | 2−6, 4−6             |
| Guanyador | 2.   | 21 de juliol de 2002   | Umag, Croàcia                    | Terra batuda | František Čermák   | Albert Portas Fernando Vicente         | 6−4, 6−4             |
| Guanyador | 3.   | 5 de gener de 2003     | Chennai, Índia                   | Dura         | Michael Kohlmann   | František Čermák Leoš Friedl           | 7−6(1), 7−6(3)       |
| Finalista | 2.   | 2 de març de 2003      | Copenhaguen                      | Dura         | Michael Kohlmann   | Tomáš Cibulec Pavel Vízner             | 5−7, 7−5, 2−6        |
| Finalista | 3.   | 13 de juliol de 2003   | Newport, Estats Units            | Gespa        | Jürgen Melzer      | Jordan Kerr David Macpherson           | 6−7(4), 3−6          |
| Guanyador | 4.   | 26 d'octubre de 2003   | Sant Petersburg, Rússia          | Moqueta (i)  | Nenad Zimonjić     | Michael Kohlmann Rainer Schüttler      | 7−6(1), 6−3          |
| Finalista | 4.   | 2 de maig de 2004      | Múnic, Alemanya                  | Terra batuda | Nenad Zimonjić     | James Blake Mark Merklein              | 2−6, 4−6             |
| Finalista | 5.   | 4 de juliol de 2004    | Wimbledon, Regne Unit            | Gespa        | Nenad Zimonjić     | Jonas Björkman Todd Woodbridge         | 1−6, 4−6, 6−4, 4−6   |
| Guanyador | 5.   | 2 de maig de 2005      | Múnic                            | Terra batuda | Mario Ančić        | Florian Mayer Alexander Waske          | 6−3, 1−6, 6−3        |
| Guanyador | 6.   | 30 d'octubre de 2005   | Sant Petersburg (2)              | Moqueta (i)  | Jürgen Melzer      | Jonas Björkman Max Mirnyi              | 4−6, 7−5, 7−5        |
| Finalista | 6.   | 17 d'abril de 2006     | Houston, Estats Units            | Terra batuda | Jürgen Melzer      | Michael Kohlmann Alexander Waske       | 7−5, 4−6, [5−10]     |
| Guanyador | 7.   | 1 de maig de 2006      | Casablanca, Marroc               | Terra batuda | Jürgen Melzer      | Michael Kohlmann Alexander Waske       | 6−3, 6−4             |
| Finalista | 7.   | 8 d'octubre de 2006    | Metz, França                     | Dura (i)     | Jürgen Melzer      | Richard Gasquet Fabrice Santoro        | 6−3, 1−6, [9−11]     |
| Finalista | 8.   | 15 d'octubre de 2006   | Viena, Àustria                   | Dura (i)     | Jürgen Melzer      | Petr Pála Pavel Vízner                 | 4−6, 6−3, [10−12]    |
| Finalista | 9.   | 29 d'octubre de 2006   | Sant Petersburg                  | Moqueta (i)  | Jürgen Melzer      | Simon Aspelin Todd Perry               | 1−6, 6−7(3)          |
| Finalista | 10.  | 25 de febrer de 2007   | Memphis, Estats Units            | Dura (i)     | Jürgen Melzer      | Eric Butorac Jamie Murray              | 5−7, 3−6             |
| Guanyador | 8.   | 26 de maig de 2007     | Pörtschach, Àustria              | Terra batuda | Simon Aspelin      | Leoš Friedl David Škoch                | 7−6(6), 5−7, [10−5]  |
| Guanyador | 9.   | 17 de juny de 2007     | Halle, Alemanya                  | Gespa        | Simon Aspelin      | Fabrice Santoro Nenad Zimonjić         | 6−4, 7−6(5)          |
| Guanyador | 10.  | 15 de juliol de 2007   | Båstad, Suècia                   | Terra batuda | Simon Aspelin      | Martín García Sebastián Prieto         | 6−2, 6−4             |
| Guanyador | 11.  | 9 de setembre de 2007  | US Open, Estats Units            | Dura         | Simon Aspelin      | Lukáš Dlouhý Pavel Vízner              | 7−5, 6−4             |
| Finalista | 11.  | 18 de novembre de 2007 | Tennis Masters Cup, Xangai, Xina | Dura         | Simon Aspelin      | Mark Knowles Daniel Nestor             | 2−6, 3−6             |
| Finalista | 12.  | 24 de maig de 2008     | Pörtschach                       | Terra batuda | Jürgen Melzer      | Marcelo Melo André Sá                  | 5−7, 7−6(3), [11−13] |
| Finalista | 13.  | 22 de febrer de 2009   | Marsella, França                 | Dura (i)     | Andy Ram           | Arnaud Clément Michaël Llodra          | 6−3, 3−6, [8−10]     |
| Guanyador | 12.  | 29 d'agost de 2009     | New Haven, Estats Units          | Dura         | Jürgen Melzer      | Bruno Soares Kevin Ullyett             | 6−4, 7−6(3)          |
| Guanyador | 13.  | 11 d'octubre de 2009   | Tòquio, Japó                     | Dura         | Jürgen Melzer      | Ross Hutchins Jordan Kerr              | 6−2, 5−7, [10−8]     |
| Finalista | 14.  | 1 de novembre de 2009  | Viena (2)                        | Dura (i)     | Jürgen Melzer      | Łukasz Kubot Oliver Marach             | 6−2, 4−6, [9−11]     |
| Finalista | 15.  | 21 de febrer de 2010   | Marsella (2)                     | Dura (i)     | Robert Lindstedt   | Julien Benneteau Michaël Llodra        | 4−6, 3−6             |
| Finalista | 16.  | 23 de setembre de 2011 | Bucarest, Romania                | Terra batuda | David Marrero      | Daniele Bracciali Potito Starace       | 6−3, 4−6, [8−10]     |
| Finalista | 17.  | 6 de maig de 2012      | Estoril, Portugal                | Terra batuda | David Marrero      | Aisam-ul-Haq Qureshi Jean-Julien Rojer | 5−7, 5−7             |
| Guanyador | 14.  | 28 de juliol de 2012   | Kitzbühel, Àustria               | Dura (i)     | František Čermák   | Dustin Brown Paul Hanley               | 7−6(4), 3−6, [12−10] |
| Finalista | 18.  | 21 d'octubre de 2012   | Viena (3)                        | Dura (i)     | Filip Polášek      | Andre Begemann Martin Emmrich          | 4−6, 6−3, [4−10]     |
| Finalista | 19.  | 6 de gener de 2013     | Doha, Qatar                      | Dura         | Filip Polášek      | Christopher Kas Philipp Kohlschreiber  | 5−7, 4−6             |
| Guanyador | 15.  | 10 de febrer de 2013   | Zagreb, Croàcia                  | Dura (i)     | Filip Polášek      | Ivan Dodig Mate Pavić                  | 6−3, 6−3             |
| Guanyador | 16.  | 14 d'abril de 2013     | Casablanca (2)                   | Terra batuda | Filip Polášek      | Dustin Brown Christopher Kas           | 6−3, 6−2             |
| Finalista | 20.  | 20 d'octubre de 2013   | Viena (4)                        | Dura (i)     | Daniel Nestor      | Florin Mergea Lukáš Rosol              | 5−7, 4−6             |
| Finalista | 21.  | 27 d'octubre de 2013   | Basilea, Suïssa                  | Dura (i)     | Oliver Marach      | Treat Huey Dominic Inglot              | 3−6, 6−3, [4−10]     |
| Guanyador | 17.  | 11 de gener de 2014    | Auckland, Nova Zelanda           | Dura         | Marcelo Melo       | Alexander Peya Bruno Soares            | 4−6, 6−3, [10−5]     |
| Guanyador | 18.  | 15 de juny de 2014     | Halle (2)                        | Gespa        | Andre Begemann     | Marco Chiudinelli Roger Federer        | 1−6, 7−5, [12−10]    |
| Finalista | 22.  | 19 d'octubre de 2014   | Viena (5)                        | Dura (i)     | Andre Begemann     | Jürgen Melzer Philipp Petzschner       | 6−7(6), 6−4, [7−10]  |
| Finalista | 23.  | 11 de gener de 2015    | Doha (2)                         | Dura         | Philipp Oswald     | Juan Mónaco Rafael Nadal               | 3−6, 4−6             |
| Finalista | 24.  | 27 d'octubre de 2015   | Sant Petersburg (2)              | Dura (i)     | Alexander Peya     | Treat Huey Henri Kontinen              | 5−7, 3−6             |
| Finalista | 25.  | 23 d'octubre de 2016   | Moscou, Rússia                   | Dura (i)     | Jürgen Melzer      | Juan Sebastián Cabal Robert Farah      | 5−7, 6−4, [5−10]     |
| Guanyador | 19.  | 23 de juliol de 2017   | Båstad (2)                       | Terra batuda | Philipp Petzschner | Sander Arends Matwé Middelkoop         | 6−2, 3−6, [10−7]     |

### Dobles mixts: 1 (0−1)
| Resultat  | Núm. | Data              | Torneig               | Superfície   | Parella           | Oponents                          | Marcador            |
| --------- | ---- | ----------------- | --------------------- | ------------ | ----------------- | --------------------------------- | ------------------- |
| Finalista | 1.   | 6 de juny de 2010 | Roland Garros, França | Terra batuda | Iaroslava Xvédova | Katarina Srebotnik Nenad Zimonjić | 6−4, 6−7(5), [9−11] |

## Trajectòria

### Individual
| Open d'Austràlia | A   | Q1  | Q3  | Q2  | Q1   | 2R  | Q1  | Q2  | 0 / 1   | 1 – 1   |
| Roland Garros | Q1  | Q1  | Q1  | Q1  | 1R   | Q1  | A   | A   | 0 / 1   | 0 – 1   |
| Wimbledon | Q1  | A   | Q3  | 1R  | 3R   | Q1  | 1R  | Q1  | 0 / 3   | 2 – 3   |
| US Open | A   | A   | Q1  | Q3  | 1R   | Q2  | Q2  | A   | 0 / 1   | 0 – 1   |
| Total Victòries–Derrotes                                                                                                  | 0−0 | 0−0 | 0−0 | 1−2 | 4−14 | 2−6 | 3−6 | 0−1 | 10 – 33 | 10 – 33 |
| Rànquing a final d'any | 373 | 196 | 173 | 85  | 55   | 38  | 30  | 30  |         |         |
| Llegenda: G: Guanyador; F: Finalista; SF: Semifinalista; QF: Quarts de final; Q: Qualificació; A: Absent; RR: Round Robin |     |     |     |     |      |     |     |     |         |         |

### Dobles masculins
| Open d'Austràlia | A   | A   | A    | 1R    | 1R    | 2R    | 1R    | 3R    | 3R    | 1R    | 1R    | 1R    | A     | 2R    | 1R    | 1R    | 2R    | 1R    | A    | A   | A   | A   | 1R  | 0 / 15    | 7 – 15    |
| Roland Garros | A   | A   | 3R   | 1R    | 2R    | 2R    | QF    | 3R    | 3R    | 3R    | 2R    | SF    | A     | 1R    | 1R    | 1R    | 2R    | 2R    | 2R   | A   | A   | A   | 1R  | 0 / 17    | 20 – 16   |
| Wimbledon | A   | A   | 1R   | 2R    | 1R    | F     | 3R    | A     | 1R    | 1R    | 1R    | 3R    | 3R    | QF    | QF    | QF    | 2R    | 1R    | 2R   | A   | A   | NC  | A   | 0 / 16    | 23 – 16   |
| US Open | A   | A   | 1R   | 1R    | 2R    | 2R    | 2R    | 2R    | G     | 2R    | 3R    | 1R    | 2R    | QF    | 1R    | 1R    | 1R    | 1R    | 1R   | A   | A   | A   | A   | 1 / 17    | 16 – 16   |
| Total Victòries–Derrotes                                                                                                   | 0−1 | 0−2 | 5−10 | 20−16 | 25−14 | 19−22 | 25−26 | 37−27 | 47−27 | 26−28 | 36−27 | 27−28 | 11−17 | 27−23 | 34−27 | 27−22 | 22−22 | 10−18 | 11−9 | 0−0 | 0−0 | 0−1 | 0−0 | 410 – 371 | 410 – 371 |
| Rànquing a final d'any | 184 | 162 | 84   | 58    | 38    | 28    | 32    | 23    | 7     | 24    | 21    | 32    | 81    | 37    | 34    | 40    | 51    | 87    | 74   | –   | –   | –   | –   |           |           |
| Llegenda: G: Guanyador; F: Finalista; SF: Semifinalista; QF: Quarts de final; Q: Qualificació; A: Absent; RR: Round Robin; |     |     |      |       |       |       |       |       |       |       |       |       |       |       |       |       |       |       |      |     |     |     |     |           |           |

### Dobles mixts
| Open d'Austràlia | A   | A   | A   | A   | A   | A   | 1R  | A   | A   | A   | A   | A   | A   | 0 / 1   | 0 – 1   |
| Roland Garros | A   | A   | A   | A   | A   | A   | F   | A   | A   | 2R  | A   | A   | A   | 0 / 2   | 6 – 2   |
| Wimbledon | A   | A   | A   | 3R  | 3R  | A   | QF  | A   | 3R  | 1R  | A   | A   | 2R  | 0 / 6   | 10 – 6  |
| US Open | 1R  | A   | 2R  | 1R  | 1R  | A   | 2R  | A   | A   | A   | A   | A   | A   | 0 / 5   | 2 – 5   |
| Total Victòries–Derrotes                                                                                                   | 0−1 | 0−0 | 1−1 | 2−2 | 2−2 | 0−0 | 9−4 | 0−0 | 2−1 | 1−2 | 0−0 | 0−0 | 1−1 | 18 – 14 | 18 – 14 |
| Llegenda: G: Guanyador; F: Finalista; SF: Semifinalista; QF: Quarts de final; Q: Qualificació; A: Absent; RR: Round Robin; |     |     |     |     |     |     |     |     |     |     |     |     |     |         |         |